# Epidídim
L'epidídim és un conducte que forma part de l'aparell reproductor masculí. És un tub molt llarg, fi i enrotllat que es troba al damunt de cada testicle, de manera que el connecta als conductes deferents. Dins de cada epidídim s'emmagatzemen i maduren els espermatozoides durant 3 o 4 dies, on desenvolupen una cua per moure's ràpidament i s'esperen a ser emesos a l'acte de l'ejaculació.
És present en tots els mascles de rèptils, aus i mamífers. La part del testicle que connecta amb l'epidídim s'anomenen els conductes eferents, generalment amb una única entrada al conducte en el cas d'animals petits com ara els rosegadors, i múltiples entrades en el cas de la gran majoria de mamífers grans, entre ells els humans. En els rèptils, hi ha un canal addicional entre el testicle i el cap de l'epidídim i que rep els diversos conductes eferents.
Cada epidídim consisteix en un únic tub estret i molt enrotllat, que en humans adults fa entre 6 i 7 metres de llargada.

## Estructura
L'epidídim pot dividir-se en tres regions principals:
- El cap (en llatí, caput), el qual rep els espermatozoides dels conductes eferents del mediastí testicular. Es caracteritza histològicament per un epiteli gruixut amb estereocilis llargs i múscul llis. Participa en l'absorció de líquids per tal d'obtenir un esperma diluït i fluid.[2]
- El cos (en llatí, corpus), que té un epiteli intermedi i un múscul llis més gruixut.[2]
- La cua (en llatí, cauda), la qual té l'epiteli més prim i més quantitat de múscul llis.[2]